# Badminton-Weltmeisterschaft für Behinderte 2007/Mixed
Die VI. Badminton-Weltmeisterschaft für Behinderte, offiziell BWF Para-Badminton World Championships 2007, fand vom 29. Oktober bis zum 2. November 2007 in Bangkok (Thailand) statt. Folgend die Ergebnisse im Mixed.

## Mixed (BMW2)

### Gruppe 1
| Platz | Spieler                           | Spiele | Siege | Unentschieden | Niederlagen | Spiele | Sätze  | Punkte |
| ----- | --------------------------------- | ------ | ----- | ------------- | ----------- | ------ | ------ | ------ |
| 1     | Lee Ae-kyung Lee Sam-seop         | 3      | 3     | 0             | 0           | 3:0    | 131:77 | 3      |
| 2     | Mine Korkmaz Avni Kertmen         | 3      | 2     | 0             | 1           | 2:1    | 69:56  | 2      |
| 3     | Piyawan Thinjun Thean Thongloy    | 3      | 1     | 0             | 2           | 1:2    | 89:112 | 1      |
| 4     | Sofia Balsalobre Francisco Pineda | 0      | 0     | 0             | 3           | 0:3    | 52:126 | 0      |
| [ 1 ] |                                   |        |       |               |             |        |        |        |

| Datum            |                                   | Gesamt |                                | Erster Satz | Zweiter Satz | Dritter Satz |
| ---------------- | --------------------------------- | ------ | ------------------------------ | ----------- | ------------ | ------------ |
| 29. Oktober 2007 | Sofia Balsalobre Francisco Pineda | 0:2    | Piyawan Thinjun Thean Thongloy | 15:21       | 13:21        |              |
| 29. Oktober 2007 | Sofia Balsalobre Francisco Pineda | 0:2    | Mine Korkmaz Avni Kertmen      | 8:21        | 4:21         |              |
| 29. Oktober 2007 | Piyawan Thinjun Thean Thongloy    | 0:2    | Mine Korkmaz Avni Kertmen      | 15:21       | 8:21         |              |
| 29. Oktober 2007 | Sofia Balsalobre Francisco Pineda | 0:2    | Lee Ae-kyung Lee Sam-seop      | 4:21        | 8:21         |              |
| 29. Oktober 2007 | Piyawan Thinjun Thean Thongloy    | 0:2    | Lee Ae-kyung Lee Sam-seop      | 12:21       | 12:21        |              |
| 29. Oktober 2007 | Mine Korkmaz Avni Kertmen         | 0:2    | Lee Ae-kyung Lee Sam-seop      | 17:21       | 24:26        |              |

### Gruppe 2
| Platz | Spieler                          | Spiele | Siege | Unentschieden | Niederlagen | Spiele | Sätze | Punkte |
| ----- | -------------------------------- | ------ | ----- | ------------- | ----------- | ------ | ----- | ------ |
| 1     | Elke Rongen Manfred Steinhart    | 2      | 2     | 0             | 0           | 2:0    | 84:35 | 2      |
| 2     | Marta Rodriguez Pablo Peredo     | 2      | 1     | 0             | 1           | 1:1    | 58:67 | 1      |
| 3     | Buasorn Sornprom Anuwat Sriboran | 2      | 0     | 0             | 2           | 0:2    | 44:84 | 0      |
| [ 2 ] |                                  |        |       |               |             |        |       |        |

| Datum            |                               | Gesamt |                                  | Erster Satz | Zweiter Satz | Dritter Satz |
| ---------------- | ----------------------------- | ------ | -------------------------------- | ----------- | ------------ | ------------ |
| 29. Oktober 2007 | Elke Rongen Manfred Steinhart | 2:0    | Marta Rodriguez Pablo Peredo     | 21:7        | 21:9         |              |
| 29. Oktober 2007 | Elke Rongen Manfred Steinhart | 2:0    | Buasorn Sornprom Anuwat Sriboran | 21:7        | 21:12        |              |
| 29. Oktober 2007 | Marta Rodriguez Pablo Peredo  | 2:0    | Buasorn Sornprom Anuwat Sriboran | 21:11       | 21:14        |              |

### Gruppe 3
| Platz | Spieler                            | Spiele | Siege | Unentschieden | Niederlagen | Spiele | Sätze  | Punkte |
| ----- | ---------------------------------- | ------ | ----- | ------------- | ----------- | ------ | ------ | ------ |
| 1     | Lee Mi-ok Choi Jung-man            | 3      | 3     | 0             | 0           | 3:0    | 126:55 | 3      |
| 2     | Nina Gorodetzky Shimon Shalom      | 3      | 1     | 0             | 1           | 2:1    | 109:75 | 2      |
| 3     | Laong Hebkaew Chatchai Kornpekanok | 3      | 1     | 0             | 2           | 1:2    | 82:99  | 1      |
| 4     | Carmen Santos Airán Fernández      | 3      | 0     | 0             | 3           | 0:3    | 38:126 | 0      |
| [ 3 ] |                                    |        |       |               |             |        |        |        |

| Datum            |                                    | Gesamt |                                    | Erster Satz | Zweiter Satz | Dritter Satz |
| ---------------- | ---------------------------------- | ------ | ---------------------------------- | ----------- | ------------ | ------------ |
| 29. Oktober 2007 | Carmen Santos Airán Fernández      | 0:2    | Laong Hebkaew Chatchai Kornpekanok | 7:21        | 8:21         |              |
| 29. Oktober 2007 | Carmen Santos Airán Fernández      | 0:2    | Nina Gorodetzky Shimon Shalom      | 6:21        | 7:21         |              |
| 29. Oktober 2007 | Laong Hebkaew Chatchai Kornpekanok | 0:2    | Nina Gorodetzky Shimon Shalom      | 11:21       | 9:21         |              |
| 29. Oktober 2007 | Carmen Santos Airán Fernández      | 0:2    | Lee Mi-ok Choi Jung-man            | 4:21        | 6:21         |              |
| 29. Oktober 2007 | Laong Hebkaew Chatchai Kornpekanok | 0:2    | Lee Mi-ok Choi Jung-man            | 12:21       | 8:21         |              |
| 29. Oktober 2007 | Nina Gorodetzky Shimon Shalom      | 0:2    | Lee Mi-ok Choi Jung-man            | 9:21        | 16:21        |              |

### K.-o.-Phase
|  | Viertelfinale (31. Oktober/1. November 2007) | Viertelfinale (31. Oktober/1. November 2007) | Viertelfinale (31. Oktober/1. November 2007) | Viertelfinale (31. Oktober/1. November 2007) | Viertelfinale (31. Oktober/1. November 2007) |                              |     | Halbfinale (1. November 2007) | Halbfinale (1. November 2007) | Halbfinale (1. November 2007) | Halbfinale (1. November 2007) | Halbfinale (1. November 2007) |  |  | Finale (2. November 2007) | Finale (2. November 2007) | Finale (2. November 2007) | Finale (2. November 2007) | Finale (2. November 2007) |
|  |                                              |                                              |                                              |                                              |                                              |                              |     |                               |                               |                               |                               |                               |  |  |                           |                           |                           |                           |                           |
|  | 1.1                                          | Lee Ae-kyung Lee Sam-seop                    |                                              |                                              |                                              |                              |     |                               |                               |                               |                               |                               |  |  |                           |                           |                           |                           |                           |
|  |                                              | Freilos                                      |                                              |                                              |                                              |                              |     |                               |                               |                               |                               |                               |  |  |                           |                           |                           |                           |                           |
|  | 1.1                                          | Lee Ae-kyung Lee Sam-seop                    | 21                                           | 23                                           |                                              |                              |     |                               |                               |                               |                               |                               |  |  |                           |                           |                           |                           |                           |
|  | 1.1                                          | Lee Ae-kyung Lee Sam-seop                    | 21                                           | 23                                           |                                              |                              |     |                               |                               |                               |                               |                               |  |  |                           |                           |                           |                           |                           |
|  |                                              | 3.2                                          | Nina Gorodetzky Shimon Shalom                | 10                                           | 21                                           |                              |     |                               |                               |                               |                               |                               |  |  |                           |                           |                           |                           |                           |
|  | 2.2                                          | 3.2                                          | Nina Gorodetzky Shimon Shalom                | 10                                           | 21                                           | Marta Rodriguez Pablo Peredo | 7   | 10                            |                               |                               |                               |                               |  |  |                           |                           |                           |                           |                           |
|  | 2.2                                          |                                              |                                              |                                              |                                              |                              | 7   | 10                            |                               |                               |                               |                               |  |  |                           |                           |                           |                           |                           |
|  | 3.2                                          | Nina Gorodetzky Shimon Shalom                | 21                                           | 21                                           |                                              |                              |     |                               |                               |                               |                               |                               |  |  |                           |                           |                           |                           |                           |
|  |                                              |                                              |                                              |                                              |                                              |                              | 1.1 | Lee Ae-kyung Lee Sam-seop     | 21                            | 16                            | 18                            |                               |  |  |                           |                           |                           |                           |                           |
|  |                                              | 3.1                                          | Lee Mi-ok Choi Jung-man                      | 18                                           | 21                                           | 21                           |     |                               |                               |                               |                               |                               |  |  |                           |                           |                           |                           |                           |
|  | 1.2                                          | Mine Korkmaz Avni Kertmen                    | 12                                           | 15                                           |                                              |                              |     |                               |                               |                               |                               |                               |  |  |                           |                           |                           |                           |                           |
|  | 3.1                                          | Lee Mi-ok Choi Jung-man                      | 21                                           | 21                                           |                                              |                              |     |                               |                               |                               |                               |                               |  |  |                           |                           |                           |                           |                           |
|  | 3.1                                          | Lee Mi-ok Choi Jung-man                      | 21                                           | 21                                           | 3.1                                          | Lee Mi-ok Choi Jung-man      | 21  | 21                            |                               |                               |                               |                               |  |  |                           |                           |                           |                           |                           |
|  |                                              |                                              |                                              |                                              |                                              | Lee Mi-ok Choi Jung-man      | 21  | 21                            |                               |                               |                               |                               |  |  |                           |                           |                           |                           |                           |
|  |                                              | 2.1                                          | Elke Rongen Manfred Steinhart                | 13                                           | 15                                           |                              |     |                               |                               |                               |                               |                               |  |  |                           |                           |                           |                           |                           |
|  |                                              | 2.1                                          | Elke Rongen Manfred Steinhart                | 13                                           | 15                                           | Freilos                      |     |                               |                               |                               |                               |                               |  |  |                           |                           |                           |                           |                           |
|  |                                              |                                              |                                              |                                              |                                              |                              |     |                               |                               |                               |                               |                               |  |  |                           |                           |                           |                           |                           |
|  | 2.1                                          | Elke Rongen Manfred Steinhart                |                                              |                                              |                                              |                              |     |                               |                               |                               |                               |                               |  |  |                           |                           |                           |                           |                           |

## Mixed (BMW3)

### Gruppe 1
| Platz | Spieler                                  | Spiele | Siege | Unentschieden | Niederlagen | Spiele | Sätze | Punkte |
| ----- | ---------------------------------------- | ------ | ----- | ------------- | ----------- | ------ | ----- | ------ |
| 1     | Carol de Meĳer-Bradley Quincy Michielsen | 2      | 2     | 0             | 0           | 2:0    | 84:31 | 2      |
| 2     | Carola Bohn Georg Vogel                  | 2      | 1     | 0             | 1           | 1:1    | 56:74 | 1      |
| 3     | Thummasorn Gerdngoen Jakarin Homhaul     | 2      | 0     | 0             | 2           | 0:2    | 49:84 | 0      |
| [ 5 ] |                                          |        |       |               |             |        |       |        |

| Datum            |                                          | Gesamt |                                          | Erster Satz | Zweiter Satz | Dritter Satz |
| ---------------- | ---------------------------------------- | ------ | ---------------------------------------- | ----------- | ------------ | ------------ |
| 29. Oktober 2007 | Carola Bohn Georg Vogel                  | 0:2    | Carol de Meĳer-Bradley Quincy Michielsen | 8:21        | 6:21         |              |
| 29. Oktober 2007 | Carola Bohn Georg Vogel                  | 2:0    | Thummasorn Gerdngoen Jakarin Homhaul     | 21:14       | 21:18        |              |
| 29. Oktober 2007 | Carol de Meĳer-Bradley Quincy Michielsen | 2:0    | Thummasorn Gerdngoen Jakarin Homhaul     | 21:7        | 21:10        |              |

### Gruppe 2
| Platz | Spieler                           | Spiele | Siege | Unentschieden | Niederlagen | Spiele | Sätze  | Punkte |
| ----- | --------------------------------- | ------ | ----- | ------------- | ----------- | ------ | ------ | ------ |
| 1     | Peggy Weĳers Ferdinand Hoeke      | 2      | 2     | 0             | 0           | 2:0    | 100:74 | 2      |
| 2     | Inna Mashikovsky Amir Levi        | 2      | 1     | 0             | 1           | 1:1    | 90:75  | 1      |
| 3     | Amnouy Wetwithan Dumnern Junthang | 2      | 0     | 0             | 2           | 0:2    | 43:84  | 0      |
| [ 6 ] |                                   |        |       |               |             |        |        |        |

| Datum            |                                   | Gesamt |                              | Erster Satz | Zweiter Satz | Dritter Satz |
| ---------------- | --------------------------------- | ------ | ---------------------------- | ----------- | ------------ | ------------ |
| 29. Oktober 2007 | Amnouy Wetwithan Dumnern Junthang | 0:2    | Peggy Weĳers Ferdinand Hoeke | 13:21       | 13:21        |              |
| 29. Oktober 2007 | Amnouy Wetwithan Dumnern Junthang | 0:2    | Inna Mashikovsky Amir Levi   | 7:21        | 10:21        |              |
| 29. Oktober 2007 | Peggy Weĳers Ferdinand Hoeke      | 2:1    | Inna Mashikovsky Amir Levi   | 16:21       | 21:14        | 21:13        |

### Gruppe 3
| Platz | Spieler                     | Spiele | Siege | Unentschieden | Niederlagen | Spiele | Sätze   | Punkte |
| ----- | --------------------------- | ------ | ----- | ------------- | ----------- | ------ | ------- | ------ |
| 1     | Yoon Jong-mi An Gyeong-hwan | 3      | 3     | 0             | 0           | 3:0    | 126:58  | 3      |
| 2     | Yoko Egami Osamu Nagashima  | 3      | 2     | 0             | 1           | 2:1    | 87:97   | 2      |
| 3     | Lia Schuuring Ton Hollaar   | 3      | 1     | 0             | 2           | 1:2    | 121:122 | 1      |
| 4     | Fabiola Moro Guillermo Lama | 3      | 0     | 0             | 3           | 0:3    | 30:84   | 0      |
| [ 7 ] |                             |        |       |               |             |        |         |        |

| Datum            |                             | Gesamt   |                             | Erster Satz | Zweiter Satz | Dritter Satz |
| ---------------- | --------------------------- | -------- | --------------------------- | ----------- | ------------ | ------------ |
| 29. Oktober 2007 | Fabiola Moro Guillermo Lama | 0:2      | Lia Schuuring Ton Hollaar   | 12:21       | 7:21         |              |
| 29. Oktober 2007 | Fabiola Moro Guillermo Lama | Walkover | Yoko Egami Osamu Nagashima  | –           | –            |              |
| 29. Oktober 2007 | Lia Schuuring Ton Hollaar   | 1:2      | Yoko Egami Osamu Nagashima  | 14:21       | 21:18        | 20:22        |
| 29. Oktober 2007 | Fabiola Moro Guillermo Lama | 0:2      | Yoon Jong-mi An Gyeong-hwan | 13:21       | 11:21        |              |
| 29. Oktober 2007 | Yoko Egami Osamu Nagashima  | 0:2      | Yoon Jong-mi An Gyeong-hwan | 8:21        | 15:21        |              |

### K.-o.-Phase
|  | Viertelfinale (1. November 2007) | Viertelfinale (1. November 2007)         | Viertelfinale (1. November 2007) | Viertelfinale (1. November 2007) | Viertelfinale (1. November 2007) |                             |                            | Halbfinale (1. November 2007) | Halbfinale (1. November 2007) | Halbfinale (1. November 2007) | Halbfinale (1. November 2007) | Halbfinale (1. November 2007) |  |  | Finale (2. November 2007) | Finale (2. November 2007) | Finale (2. November 2007) | Finale (2. November 2007) | Finale (2. November 2007) |
|  |                                  |                                          |                                  |                                  |                                  |                             |                            |                               |                               |                               |                               |                               |  |  |                           |                           |                           |                           |                           |
|  | 1.1                              | Carol de Meĳer-Bradley Quincy Michielsen |                                  |                                  |                                  |                             |                            |                               |                               |                               |                               |                               |  |  |                           |                           |                           |                           |                           |
|  |                                  | Freilos                                  |                                  |                                  |                                  |                             |                            |                               |                               |                               |                               |                               |  |  |                           |                           |                           |                           |                           |
|  | 1.1                              | Carol de Meĳer-Bradley Quincy Michielsen | 21                               | 15                               | 15                               |                             |                            |                               |                               |                               |                               |                               |  |  |                           |                           |                           |                           |                           |
|  | 1.1                              | Carol de Meĳer-Bradley Quincy Michielsen | 21                               | 15                               | 15                               |                             |                            |                               |                               |                               |                               |                               |  |  |                           |                           |                           |                           |                           |
|  |                                  | 2.2                                      | Inna Mashikovsky Amir Levi       | 16                               | 21                               | 21                          |                            |                               |                               |                               |                               |                               |  |  |                           |                           |                           |                           |                           |
|  | 3.2                              | 2.2                                      | Inna Mashikovsky Amir Levi       | 16                               | 21                               | 21                          | Yoko Egami Osamu Nagashima | 17                            | 14                            |                               |                               |                               |  |  |                           |                           |                           |                           |                           |
|  | 3.2                              |                                          |                                  |                                  |                                  |                             | Yoko Egami Osamu Nagashima | 17                            | 14                            |                               |                               |                               |  |  |                           |                           |                           |                           |                           |
|  | 2.2                              | Inna Mashikovsky Amir Levi               | 21                               | 21                               |                                  |                             |                            |                               |                               |                               |                               |                               |  |  |                           |                           |                           |                           |                           |
|  |                                  |                                          |                                  |                                  |                                  |                             | 2.2                        | Inna Mashikovsky Amir Levi    | 12                            | 21                            | 21                            |                               |  |  |                           |                           |                           |                           |                           |
|  |                                  | 3.1                                      | Yoon Jong-mi An Gyeong-hwan      | 21                               | 16                               | 15                          |                            |                               |                               |                               |                               |                               |  |  |                           |                           |                           |                           |                           |
|  | 1.2                              | Carola Bohn Georg Vogel                  | 7                                | 10                               |                                  |                             |                            |                               |                               |                               |                               |                               |  |  |                           |                           |                           |                           |                           |
|  | 3.1                              | Yoon Jong-mi An Gyeong-hwan              | 21                               | 21                               |                                  |                             |                            |                               |                               |                               |                               |                               |  |  |                           |                           |                           |                           |                           |
|  | 3.1                              | Yoon Jong-mi An Gyeong-hwan              | 21                               | 21                               | 3.1                              | Yoon Jong-mi An Gyeong-hwan | 21                         | 21                            |                               |                               |                               |                               |  |  |                           |                           |                           |                           |                           |
|  |                                  |                                          |                                  |                                  |                                  | Yoon Jong-mi An Gyeong-hwan | 21                         | 21                            |                               |                               |                               |                               |  |  |                           |                           |                           |                           |                           |
|  |                                  | 1.1                                      | Peggy Weĳers Ferdinand Hoeke     | 11                               | 12                               |                             |                            |                               |                               |                               |                               |                               |  |  |                           |                           |                           |                           |                           |
|  |                                  | 1.1                                      | Peggy Weĳers Ferdinand Hoeke     | 11                               | 12                               | Freilos                     |                            |                               |                               |                               |                               |                               |  |  |                           |                           |                           |                           |                           |
|  |                                  |                                          |                                  |                                  |                                  |                             |                            |                               |                               |                               |                               |                               |  |  |                           |                           |                           |                           |                           |
|  | 1.1                              | Peggy Weĳers Ferdinand Hoeke             |                                  |                                  |                                  |                             |                            |                               |                               |                               |                               |                               |  |  |                           |                           |                           |                           |                           |